# Biłyj Bars Biała Cerkiew
Biłyj Bars Biała Cerkiew (ukr. ХК Білий Барс Бiла Церква) – ukraiński klub hokejowy z siedzibą w Białej Cerkwi.

## Historia
Klub został założony w 8 sierpnia 2008 jako Biłyj Bars Browary na bazie klubu Bars Browary. Do 2011 klub brał udział w rozgrywkach ukraińskiej Wyższej Ligi, którą w 2011 zastąpiła Profesionalna Chokejna Liha. Do 2012 klub funkcjonował jako Biłyj Bars Browary z siedzibą Browarach. 28 października 2012 przeniesiono go do pierwotnej siedziby w Białej Cerkwi. Wówczas menedżerem generalnym został Wjaczesław Zawalniuk, a trenerem bramkarzy. Klub funkcjonuje jako zespół farmerski wobec Donbasu Donieck występującego w KHL.
Trenerem bramkarzy w klubie w 2012 został Witalij Lebed´. W lipcu 2015 trenerem klubu został Kostiantyn Bucenko, a jego asystentem Ołeksandr Bobkin. We wrześniu 2017 asystentem został Witalij Łytwynenko.
W trakcie rozgrywek UHL 2021/2022 kluby Donbas Donieck i HK Kramatorsk zostały oskarżone o oszustwa dotyczące składów drużyn m.in. polegające na umożliwianiu gry zawieszonym zawodnikom, w związku z tym 25 listopada 2021 władze UHL zawiesiły oba kluby, po czym ich władze ogłosiły odejście z rozgrywek i utworzenie nowej ligi  Ukraińska Hokejowa Super Liga), do której dołączyły też trzej inni uczestnicy UHL: HK Mariupol, Biłyj Bars Biała Cerkiew, Sokił Kijów, a poza tym także Dynamo Charków i Altajir Drużkiwka. W styczniu 2022 Federacja Hokeja Ukrainy zawiesiła 171 osób (zarówno działaczy jak i zawodników) z sześciu klubów w związku z udziałem w UHSL. Pierwszy mecz ligi rozegrano 8 grudnia 2021, a ostatnie dwa spotkania w dniu 23 lutego 2022. W tym czasie w tabeli ligowej Biłyj Bars zajmował piąte miejsce. Po inwazji Rosji na Ukrainę z 24 lutego 2022 rozgrywki zostały zawieszone.

## Sukcesy
- Srebrny medal mistrzostw Ukrainy: 2008, 2009, 2014
- Brązowy medal mistrzostw Ukrainy: 2018